# Schizoporella cornualis
Schizoporella cornualis is een mosdiertjessoort uit de familie van de Schizoporellidae. De wetenschappelijke naam van de soort is voor het eerst geldig gepubliceerd in 1995 door Hayward & Ryland.